# Fleinhausen
Fleinhausen é um vilarejo do município de Dinkelscherben, na parte oeste do distrito de Augsburg, Baviera, Alemanha. É localizada no margem oeste do Rio Zusam. Fleinhausen se localiza a aproximadamente 2.4 km ao noroeste de Dinkelscherben, e como a vila vizinha de Grünenbaindt, tem aproximadamente 360 habitantes.

## Notáveis nascidos em Fleinhausen
- Julius Streicher